# 彼得里夫卡 (科迪馬市鎮)
47°59′9″N 29°15′57″E / 47.98583°N 29.26583°E
彼得里夫卡（烏克蘭語：Петрівка）是位於烏克蘭西南部的村莊，由敖德薩州波季利斯克區的科迪馬市鎮負責管轄。該村始建於1924年，面積2.09平方公里，2001年人口563，人口密度每平方公里269.38人。